# 佐山一郎
佐山 一郎（さやま いちろう、1953年（昭和28年）3月7日 - ）は日本の作家、編集者。立教大学社会学部兼任講師。

## 経歴
東京都目黒区出身。早稲田実業学校高等部普通科、成蹊大学文学部文化学科卒業。大学卒業後に流行通信に入社し80年代前半よりアンディ・ウォーホルズ『Interview』と独占契約を結ぶ月刊『STUDIO VOICE』の編集長を務めた。
1980年代中頃からノンフィクション掌編、ラジオ、テレビ出演、新聞、雑誌における新刊評、コラムなどの活動を始める。インタビューをした人物は1,000人を超え、吉本興業会長・林正之助、吉本隆明、ジャニー喜多川、マイケル・ジャクソン、ヨハン・クライフ、筒井康隆らの自宅でのインタビュー歴がある。スポーツライターとしての顔も持ち、サッカー、野球などに関連する著述も多い。
ファッションプロデューサー石津謙介の長年にわたる研究者でもあり、2012年3月に二段組330ページからなる長編ノンフイクション『VANから遠く離れて　評伝石津謙介』を刊行している。戦前のナンバーワン・モダン雑誌『新青年』の商標権ホルダーでもある。
30代半ば当時の猪瀬直樹を起用して以来、文学的ジャーナリズムの擁護・支援者を自認。小説に厳しく、ノンフィクションに甘いといわれるが、本人はそれを否定している。
1995年夏頃、自宅のベランダをプライベート・カフェ化し、体験記を『NAVI』（二玄社）に連載していた。
2013年7月に電子書籍シリーズ『カフェシェヌー叢書』の第一弾として、POD出版物『ブレない「私」の作り方』を刊行した。

## スポーツとの関わり
子供の頃から野球ファンであり小学3年生の時に東映フライヤーズの試合を初観戦した。当時のチームには尾崎行雄や土橋正幸や張本勲がおり、佐山は張本のファンだった。
また小学6年生の時に行われた1964年の東京オリンピックのハンガリー対モロッコ戦を観戦して以来、サッカーファンとなり中学へ進学するとサッカー部を創設してプレーをした。中学のサッカー部は公式戦や練習試合で勝てず、同じ学校のバスケットボール部に敗れるレベルだったという。
1985年にはスポーツ誌『Sports Graphic Number』の特派員として同年4月30日に北朝鮮の平壌で行われた1986 FIFAワールドカップ・アジア予選に出場する日本代表に随行した。随行記者団9人のうち1名は、共同通信北京特派員時代の辺見庸だった。
その後も『週刊サッカーマガジン』などに寄稿し、朝日新聞で2002年から2009年までスポーツ関連書籍の新刊評を不定期掲載していた。2000年代から11年に渡って刊行されたサッカー関連本の書評を『夢想するサッカー狂の書斎 ぼくの採点表から』として出版した。また、2014年に創設された『サッカー本大賞』の委員長を務めている。

## 著書

### 単著
- 『東京ファッション・ビート』（新潮文庫・1987年）
- 『「私立」の仕事』（筑摩書房・1991年）
- 『闘技場の人』（河出書房新社・1992年）
- 『Jリーグよ！』（主婦の友社・1994年）
- 『サッカー細見'98-99』（晶文社・1999年）
- 『こんなサッカーのコラムばかり雑誌に書いていた。』（双葉社・2001年）
- 『作家の仕事場 〜25人のデザイン・ジャイアント〜』（インフォバーン・2004年）
- 『雑誌的人間』（リトル・モア・2006年）
- 『作家の仕事場』の新装版『デザインと人』（マーブルトロン・2007年）
- 『VANから遠く離れて　評伝石津謙介』（岩波書店・2012年）
- 『夢想するサッカー狂の書斎　ぼくの採点表から』（カンゼン・2013年）
- 『日本サッカー辛航紀 -愛と憎しみの100年史-』（光文社新書・2018年）

### 解説
- 坂田栄一郎写真集『注文のおおい写真館』（流行通信・1985年）
- ロバート・ホワイティング『ガイジン力士物語 小錦と高見山』（ちくま文庫・1989年）
- 武智幸徳『サッカーという至福』（日経ビジネス文庫・2002年）
- 『日本の近代 猪瀬直樹著作集11』（小学館・2002年）

### 共著書
- 『プロ野球批評宣言』（冬樹社・1982年/新潮文庫・1988年）
- 『「文藝春秋」にみるスポーツ昭和史』第一、三巻（文藝春秋・1988年）
- 『ライターになる！』（メタローグ・1995年）
- 『「家」の履歴書 このヒトはどんなイエに住んできたか」（文藝春秋・1996年）
- 『「食」の自叙伝』（文春文庫・1997年）
- 『変容する現代社会とスポーツ』（日本スポーツ社会学会[編]世界思想社・1998年）
- 『今村淳追悼集 1953-1998』（今村淳を偲ぶ会・2000年）
- 『こころに響いた、あのひと言』（岩波書店・2010年）
- 『寺山修司の迷宮世界』（洋泉社MOOK・2013年）
- 『これからどうする』（岩波書店・2013年）ほか。

### 電子書籍
- 『ブレない「私」の作り方 “しのぎの時代”のサバイバル読書術』（山城パブリッシング・2013年）
- 『「花子とアン」のふるさとから』（NextPublishing・2014年）
- 『闘技場の人（サヤマ・ペーパーバックス』（NextPublishing/201（NextPublishing・2014年）
- 『「ブレない」自分のつくり方-格差時代のサバイバル読書術-（サヤマ・ペーパーバックス）」（NextPublishing・2015年）

### 出演番組
- NHKーFM『FMホットライン』（佐山・よろずカルチャーインタビュー・コーナー1983年〜1993年）
- テレビ朝日『エスパス・ヴィバン』（1987〜1988年 構成/司会）
- 日本テレビ『EXテレビ』（1992年）
- 『東京遊民』（1998年）
- MXテレビ『ワールドカップ特番』（1998年）
- J-WAVE『ワールドカップ特番』
- TBSラジオ『松尾雄治のピテカンワイド』（2001年4月〜10月 toto予想コーナー）
- J-WAVE『ロハストーク』（2006年）
- インターFM『ラジオの街で逢いましょう 』（2010年）
- TBSラジオ『文化系トークラジオ「LIFE」』　カンゼンpresents「Life×フットボールサミット〜日韓戦とナショナリズム」。（2012年）
- Ust対談番組「ラジオの街で逢いましょう」第305回小田嶋ラジオ：佐山一郎「小田嶋・佐山のスポーツ談義」（2013年）
- JFN『FUTURES 金子達仁 スポーツプラネット』（2018年）

### 出演広告
- イトーヨーカドー駅貼りポスター（共演・高橋源一郎/ 1990年）
- ジャガーS-TYPE新聞、雑誌イメージキャラクター（2003年
- NESPRESSO 30周年特設ウェブサイト（2016年）

## 関連人物
- 木村和司 - 『Number』からの依頼でインタビューを申し込んだ。